# Anders Huss
Anders Huss (* 6. April 1964 in Sollefteå) ist ein ehemaliger schwedischer Eishockeyspieler und -trainer. Sein Sohn Viktor Huss ist ebenfalls ein professioneller Eishockeyspieler. 

## Karriere
Anders Huss begann seine Karriere als Eishockeyspieler bei Brynäs IF, für dessen Profimannschaft er von 1983 bis 1995 in der Elitserien, der höchsten schwedischen Spielklasse aktiv war. Mit Brynäs gewann der Flügelspieler in der Saison 1992/93 erstmals den schwedischen Meistertitel. Zur Saison 1995/96 schloss er sich dem Timrå IK aus der damals noch zweitklassigen Division 1 an, kehrte jedoch anschließend wieder zu Brynäs IF zurück. Mit Brynäs wurde er in der Saison 1998/99 erneut Schwedischer Meister. Im Anschluss an diesen Erfolg wechselte er ein weiteres Mal zum Timrå IK, mit dem ihm in der Saison 1999/2000 auf Anhieb der Aufstieg aus der zweitklassigen HockeyAllsvenskan in die Elitserien gelang. Nach der Saison 2000/01 beendete er seine aktive Karriere im Alter von 37 Jahren. 
In der Saison 2003/04 war Huss als Assistenztrainer seines Ex-Klubs Timrå IK in der Elitserien tätig. 

### International
Für Schweden nahm Huss im Juniorenbereich ausschließlich an der U20-Junioren-Weltmeisterschaft 1984 teil. Im Seniorenbereich stand er im Aufgebot seines Landes bei den Weltmeisterschaften 1990 und 1992. Bei der WM 1990 gewann er mit seiner Mannschaft die Silber-, bei der WM 1992 die Goldmedaille.

## Erfolge und Auszeichnungen
- 1993 Schwedischer Meister mit Brynäs IF
- 1999 Schwedischer Meister mit Brynäs IF
- 2000 Aufstieg in die Elitserien mit dem Timrå IK

### International
- 1990 Silbermedaille bei der Weltmeisterschaft
- 1992 Goldmedaille bei der Weltmeisterschaft